# Kathy Lamkin
Pour les articles homonymes, voir Lamkin.
Kathy Lamkin, née Kathryn Janel Ramsey le 10 décembre 1947 à Graham au Texas et morte le 4 avril 2022, est une actrice américaine.

## Biographie
Née le 10 décembre 1947 à Graham, au Texas, Kathy Lamkin est la fille de James L. Ramsey et de Jeneva B. Medearis.
Elle fut mariée à Stephen L. Lamkin.
Elle réside à Pearland, au Texas, jusqu'à sa mort survenue le 4 avril 2022 à l'âge de 74 ans, des suites d'une longue maladie,.

## Filmographie partielle

### Cinéma
- 1990 : Neurotic Cabaret de John Woodward : Maid
- 1996 : Waiting for Guffman de Christopher Guest : l'auditrice rêveuse
- 2002 : La Vie de David Gale d'Alan Parker : une interviewée
- 2003 : Massacre à la tronçonneuse de Marcus Nispel : la dame au thé
- 2004 : Kiss Kiss Bang Bang de Shane Black : la femme à l'hôpital
- 2006 : The Astronaut Farmer de Michael Polish : Jodie
- 2006 : Dans la vallée d'Elah de Paul Haggis : Carleen
- 2006 : Les Femmes de ses rêves de Peter et Bobby Farrelly : la mère de Lila
- 2006 : Massacre à la tronçonneuse : Le Commencement de Jonathan Liebesman : la dame du thé
- 2007 : Sunshine Cleaning de Christine Jeffs : la gérante du Fair N Square
- 2007 : No Country for Old Men de Joel et Ethan Coen : la directrice de Desert Aire
- 2010 : Psychic Experiment de Mel House :  Mrs. Anderson
- 2010 : Welcome to the Rileys de Jake Scott :  Charlene
- 2010 : Expecting Mary de  Dan Gordon (en) : Molly
- 2013 : Shérif Jackson de Logan et Noah Miller :  Bertha Jean
- 2014 : Flutter d'Eric Hueber : Sylvia

### Télévision
- 1991 : Deux filles de choc (Miller & Mueller) (série télévisée)
- 2008 : Mind of Mencia (série télévisée)
- nip tuck: Momma Boone 3x01